# Familia Lucchese
Familia Lucchese (pronunție în italiană [lukˈkeːze; -eːse]) este una dintre cele cinci familii implicate în crima organizată care formează mafia americană din New York City.
Familia a fost înființată la începutul anilor 1920 când Gaetano Reina a ocupat funcția de boss până la asasinarea sa din 1930. Conducerea a fost preluată de Tommy Gagliano în timpul războiului Castellammarese și a coordonat activitățile familiei cu precădere în Bronx, Manhattan și New Jersey până la moartea sa din 1951. În această perioadă, familia era cunoscută sub denumirea de Gangliano, iar membrii săi numesc organizația Lucchese borgata (borgata este un termen peiorativ utilizat de mafie pentru a descrie o gașcă criminală). Din 1951, Tommy Lucchese preia funcția de don după ce a activat ca subșef pentru Gagliano timp de peste 20 de ani și transformă familia într-una dintre cele mai puternice din Comisie. Lucchese a dezvoltat un parteneriat cu șeful familiei Gambino, Carlo Gambino, prin care se urmărea controlarea crimei organizate din New York. Familia Luchese a dominat industria confecțiilor⁠(d) din New York și a preluat controlul altor operațiuni ilegale. Când Lucchese a murit din cauza unei tumori cerebrale în 1967, Carmine Tramunti⁠(d) preia putere pentru o scurtă perioadă de timp. Acesta este arestat în 1973 - fiind acuzat de finanțarea unei rețele de trafic de heroină - și moare cinci ani mai târziu. Anthony Corallo⁠(d) a obținut controlul familiei și a devenit unul dintre cei mai puternici membri ai Comisiei. Corallo este arestat și condamnat în celebrul proces din 1986⁠(d).
De-a lungul timpului, familia Lucchese a ajuns să fie considerată una dintre cele mai pașnice familii criminale din țară. Situația s-a schimbat odată cu numirea lui Victor Amuso⁠(d) ca boss de către Corallo înainte să fie condamnat la închisoare. Amuso l-a promovat pe Anthony Casso⁠(d) în poziția de subșef, iar începând din 1986 au impus una dintre cele mai sângeroase domnii din istoria mafiei, ordonând eliminarea oricui încerca să îi sfideze. Se estimează că însuși Casso a ucis între 30-40 de persoane și a ordonat uciderea a peste 100 în timpul comniei sale. Acesta îi controla și pe detectivii poliției newyorkeze Stephen Caracappa și Louis Eppolito⁠(d) care au comis cel puțin 8 crime în numele său. Amuso a fost arestat în 1991 și condamnat la închisoare pe viață. Speriați, câțiva membri ai familiei Lucchese au decis să devină informatori, inclusiv șeful interimar (în engleză acting boss) Alphonse D'Arco⁠(d), primul don al unei familii care depune mărturie împotriva mafiei. Datorită informațiilor sale, întreaga familie Lucchese a fost arestată. La scurt timp, Casso a devenit la rândul său informator. Amuso a continuat să conducă familia din închisoare.